# Voltaire (chanteur)
Pour les articles homonymes, voir Voltaire (homonymie).
Aurelio Voltaire (Aurelio Voltaire Hernández de son nom de naissance) né le 25 janvier 1967, à La Havane à Cuba, est un musicien populaire de la scène gothique. Il a choisi son nom d'artiste en référence à celui du philosophe et écrivain éponyme.
Voltaire commence sa carrière en 1998 avec son premier CD intitulé The Devil's Bris. Il est associé à la mouvance dark cabaret, au dark wave, au rock gothique, swing, à la musique folk et au ska.

## Discographie
- The Devil's Bris (1998)
- Almost Human (2000)
- Banned on Vulcan (2001)
- Boo Hoo (2002)
- Then And Again (2004)
- Deady Sings! (2004)
- Zombie Prostitute... (2006)
- Live! (2006)
- Ooky Spooky (2007)
- To the Bottom of the Sea (2008)
- Spooky Songs For Creepy Kids (2010)
- Hate Lives in a Small Town (2010)
- Riding a Black Unicorn Down the Side of an Erupting Volcano While Drinking from a Chalice Filled with the Laughter of Small Children (2011)